# كريستوف ديك
كريستوف ديك (بالمجرية: Deák Kristóf)‏ هو مونتير وكاتب سيناريو ومخرج مجري، ولد في 7 يونيو 1982 في بودابست في المجر.

## وصلات خارجية
- الموقع الرسمي
- كريستوف ديك على موقع IMDb (الإنجليزية)